# 大淵龍太郎

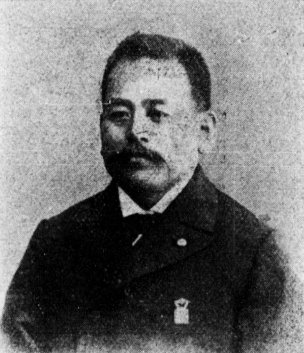
大淵龍太郎

大淵 龍太郎（おおふち りゅうたろう、1856年4月3日（安政3年2月28日） - 1923年（大正12年）9月25日）は、日本の政治家、弁護士。

## 来歴・人物
安政3年、柳河藩士大淵清吾の長男として、筑後国三潴郡蒲池村（現在の福岡県柳川市）で出生。
明治法律学校に学び、福岡県十等警部、熊本始審裁判所書記などを経て熊本区裁監督判事となり、後に弁護士となる。
政治家としては、衆議院議員を2期務めた（熊本県郡部、第7 ・9帝国議会）。
実業家としては、熊本軽便鉄道（のち大日本軌道熊本支社）の設立に甲州財閥の雨宮敬次郎と共に携わり大日本軌道の取締役を務めた。また、熊本軌道（のち熊本市電百貫線）社長や1915年に開通した御船鉄道の取締役なども務めた。